# Dundee (Île-du-Prince-Édouard)
Pour les articles homonymes, voir Dundee (homonymie).
Dundee est une communauté du Canada située dans le comté de Kings, sur l'Île-du-Prince-Édouard. Elle se trouve au sud-ouest de Morell.